# Шульгін Володимир Миколайович
Володи́мир Микола́йович Шульгі́н — старший сержант Збройних Сил України, учасник російсько-української війни, що загинув у ході російського вторгнення в Україну в 2022 році.

## Життєпис
Народився 29 квітня 1971 року в м. Миргороді на Полтавщині.
У 1988 році закінчив середню школу № 6, нині Миргородську гімназію ім. Т. Г. Шевченка.
Працював покрівельником у Миргородському виробничому управлінні ЖКГ, робітником ремонтної групи МРЦ «Миргородкурорт» МВС, теслею в МКП «Візит».
У 2015 році став на захист своєї рідної землі та брав участь в АТО.
27 липня 2020 року був призваний до Збройних Сил України на військову службу за контрактом.
10 березня 2022 року загинув у боях з агресором під час артилерійського обстрілу поблизу села Мощун на Київщині.
Залишилася дружина.

## Нагороди
- орден «За мужність» III ступеня (2022, посмертно) — за особисту мужність і самовіддані дії, виявлені у захисті державного суверенітету та територіальної цілісності України, вірність військовій присязі.